# Schweiggers
Schweiggers ist eine Marktgemeinde mit 2028 Einwohnern (Stand 1. Jänner 2025) im Bezirk Zwettl in Niederösterreich.

## Geografie
Schweiggers liegt im Waldviertel in Niederösterreich. Die Fläche der Marktgemeinde umfasst 58,65 Quadratkilometer. 25,04 Prozent der Fläche sind bewaldet.
Zwischen dem Weiler Mödershöf und Schweiggers entspringt die Deutsche Thaya, einer von zwei Quellflüssen der Thaya.

### Gemeindegliederung
Das Gemeindegebiet umfasst folgende 16 Ortschaften (in Klammern Einwohnerzahl Stand 1. Jänner 2025):
- Großreichenbach (111)
- Kleinwolfgers (54)
- Limbach (198)
- Mannshalm (109)
- Meinhartschlag (20)
- Perndorf (65)
- Reinbolden (11)
- Sallingstadt (241)
- Schwarzenbach (47)
- Schweiggers (770)
- Siebenlinden (158)
- Streitbach (40)
- Unterwindhag (82)
- Vierlings (18)
- Walterschlag (64)
- Windhof (40)

Die Gemeinde besteht aus den Katastralgemeinden Brunnhöf, Großreichenbach, Kleinwolfgers, Limbach, Mannshalm, Meinhartschlag, Perndorf, Reinbolden, Sallingstadt, Schwarzenbach, Schweiggers, Siebenlinden, Streitbach, Unterwindhag, Vierlings, Walterschlag und Windhof.

### Nachbargemeinden
|                            | Waldenstein (Bezirk Gmünd), Kirchberg (Bezirk Gmünd) |        |
| Weitra (Bezirk Gmünd)      | Kompassrose, die auf Nachbargemeinden zeigt          |        |
| Großschönau (Bezirk Gmünd) |                                                      | Zwettl |

### Geologie
Die flachwellige Landschaft aus Granit und Gneis prägte nicht immer die Landschaft des heutigen Schweiggers. Im Paläozoikum türmte sich ein riesiges Gebirge im heutigen Waldviertel auf. Durch Erosion des Gebirges bis auf den Sockel blieb das heutige Granit- und Gneisplateau übrig, das zur Böhmischen Masse gehört. Im Westen des Gemeindegebiets herrscht der Weinsberger Granit vor, im Osten (Walterschlag, Sallingstadt, Limbach) Paragneise der Ostrong-Einheit („Monotone Serie“).

### Landschaft
Die Landschaft der Gemeinde wird von bewaldeten Hügeln, durch Flüsse geformten Tälern sowie kleinstrukturierten Acker- und Wiesenfluren geprägt.
Die höchste Erhebung der Gemeinde ist der Holmberg (738 m) bei Siebenlinden, auf dessen Spitze sich eine 30 Meter hohe Aussichtswarte befindet.

### Klima
Das Klima ist als „kühles Höhenklima“ zu bezeichnen.
Die durchschnittliche jährliche Niederschlagsmenge beträgt 695 mm, wovon 70 % in der Sommerhalbzeit fallen. Im Winter fallen durchschnittlich 1–1,5 Meter Schnee.
Die Zahl der Tage mit Frost ist mit 133 Tagen (4,5 Monate) sehr hoch.

## Geschichte

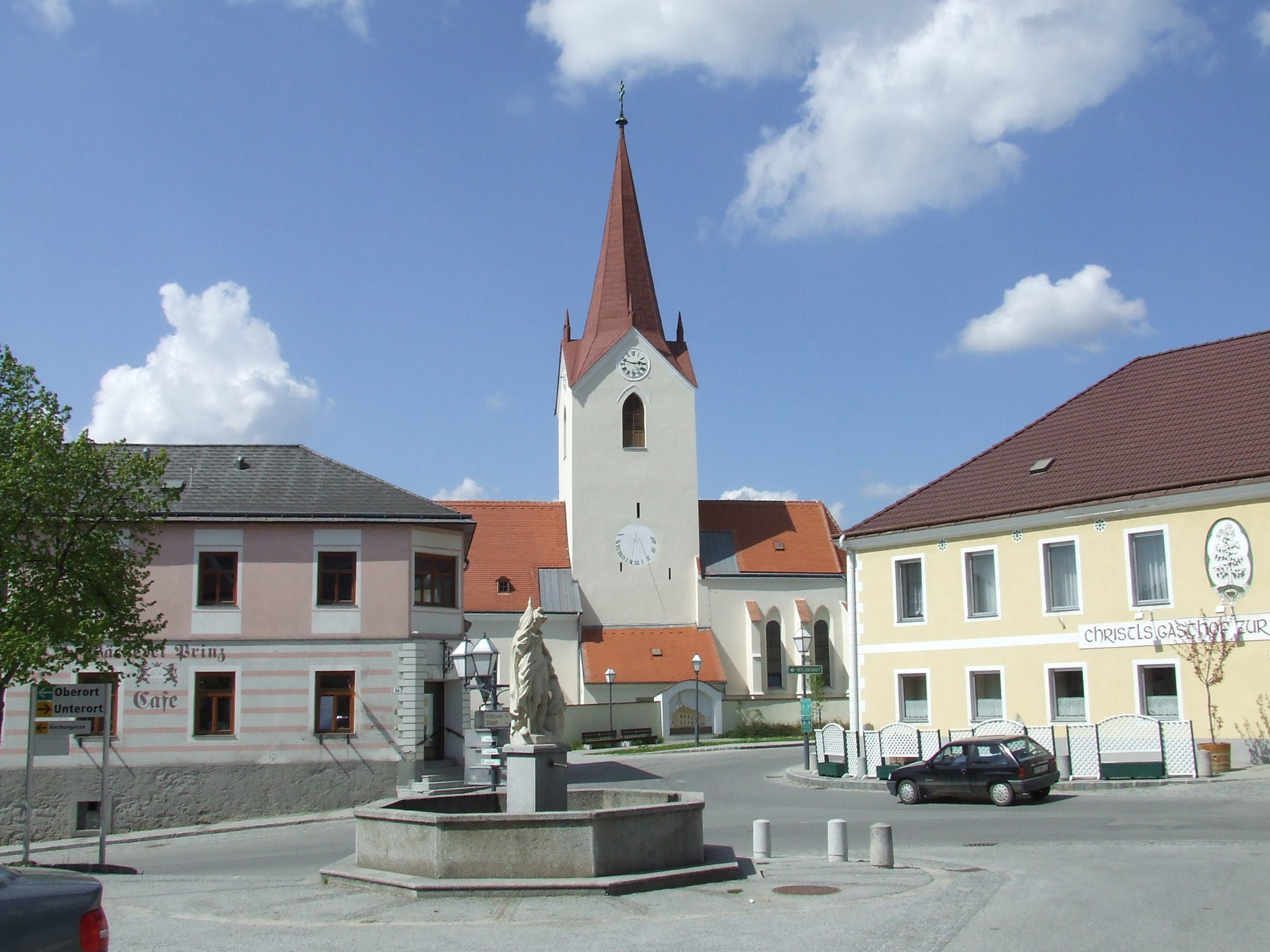
Der Hauptplatz mit Pfarrkirche

Der Ort wurde von Albero von Kuenring gegründet. Die erste urkundliche Erwähnung als Swichers stammt aus dem Jahr 1180. Der Name leitet sich vom althochdeutschen Namen Swicher (oder Swiger, Suidger) ab. Die dem hl. Ägidius geweihte Kirche wurde 1157 urkundlich genannt.
Der Ort wurde als Breitangerdorf im Tal der Thaya angelegt und 1319 als Markt bezeichnet. Die Lage an der Straße von Gmünd nach Zwettl verhalfen ihm zu einem raschen wirtschaftlichen Aufstieg.
Durch Erbteilungen und Veräußerungen an das Stift Zwettl wurde die Herrschaftszugehörigkeit der einzelnen Ortsteile in den folgenden Jahrhunderten aufgesplittert. Nach dem Erwerb des „Gaidorfes“ war Schweiggers mit Ausnahme eines einzigen Hauses im geschlossenen Besitz des Stiftes Zwettl. In den nächsten Jahrhunderten hatte die Bevölkerung viel unter kriegerischen Ereignissen zu leiden: Hussitenkriege, Dreißigjähriger Krieg, Franzosenkriege, 1. und 2. Weltkrieg, russische Besatzungszeit.
1966 wurde die Marktgemeinde Schweiggers mit den Gemeinden Mannshalm (mit den Katastralgemeinden Mannshalm, Streitbach, Schwarzenbach und Meinhartschlag) und Perndorf (mit den KGs Perndorf, Kleinwolfgers und Unterwindhag) zusammengelegt.
1971 erfolgte die zweite Zusammenlegung mit den Gemeinden Sallingstadt (KG Sallingstadt und Walterschlag) sowie Limbach (KG Limbach und Windhof) und Siebenlinden (KG Siebenlinden, Vierlings, Brunnhöf, Bichlhof, Großreichenbach und Reinbolden).

### Einwohnerentwicklung
| Schweiggers: Einwohnerzahlen von 1869 bis 2025      | Schweiggers: Einwohnerzahlen von 1869 bis 2025 | Schweiggers: Einwohnerzahlen von 1869 bis 2025 | Schweiggers: Einwohnerzahlen von 1869 bis 2025 | Schweiggers: Einwohnerzahlen von 1869 bis 2025 |
| --------------------------------------------------- | ---------------------------------------------- | ---------------------------------------------- | ---------------------------------------------- | ---------------------------------------------- |
| Jahr                                                |                                                |                                                |                                                | Einwohner                                      |
| 1869                                                | 1869                                           |                                                | 2.724                                          | 2.724                                          |
| 1880                                                | 1880                                           |                                                | 2.669                                          | 2.669                                          |
| 1890                                                | 1890                                           |                                                | 2.622                                          | 2.622                                          |
| 1900                                                | 1900                                           |                                                | 2.556                                          | 2.556                                          |
| 1910                                                | 1910                                           |                                                | 2.619                                          | 2.619                                          |
| 1923                                                | 1923                                           |                                                | 2.545                                          | 2.545                                          |
| 1934                                                | 1934                                           |                                                | 2.544                                          | 2.544                                          |
| 1939                                                | 1939                                           |                                                | 2.419                                          | 2.419                                          |
| 1951                                                | 1951                                           |                                                | 2.292                                          | 2.292                                          |
| 1961                                                | 1961                                           |                                                | 2.161                                          | 2.161                                          |
| 1971                                                | 1971                                           |                                                | 2.162                                          | 2.162                                          |
| 1981                                                | 1981                                           |                                                | 2.127                                          | 2.127                                          |
| 1991                                                | 1991                                           |                                                | 2.067                                          | 2.067                                          |
| 2001                                                | 2001                                           |                                                | 2.039                                          | 2.039                                          |
| 2011                                                | 2011                                           |                                                | 2.000                                          | 2.000                                          |
| 2021                                                | 2021                                           |                                                | 2.037                                          | 2.037                                          |
| 2025                                                | 2025                                           |                                                | 2.028                                          | 2.028                                          |
| Quelle(n): Statistik Austria, Gebietsstand 1.1.2021 |                                                |                                                |                                                |                                                |

Weiters hatten 2020 283 Personen in Schweiggers einen Nebenwohnsitz gemeldet.

## Kultur und Sehenswürdigkeiten

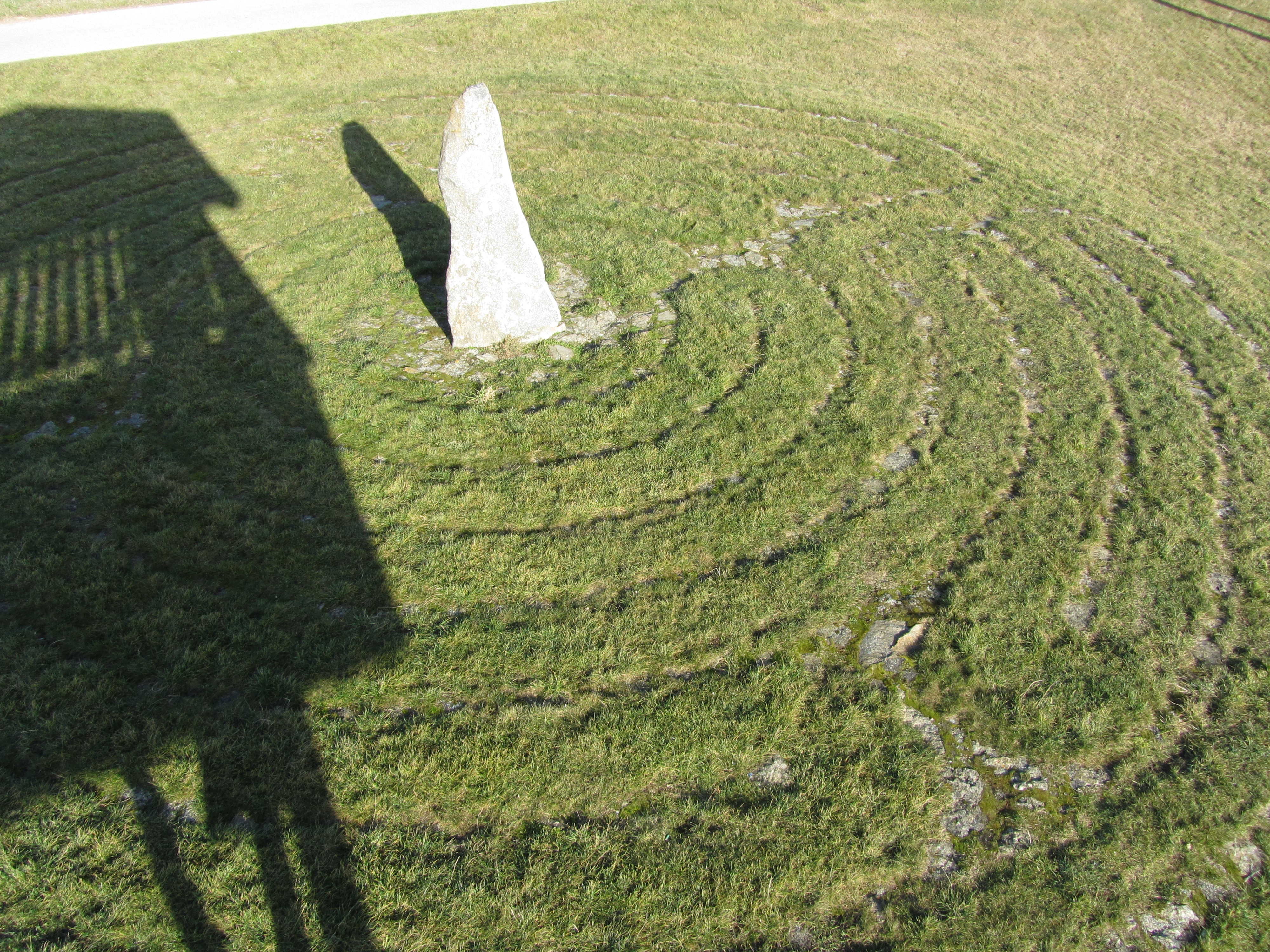
Rasen-Labyrinth mit Summstein

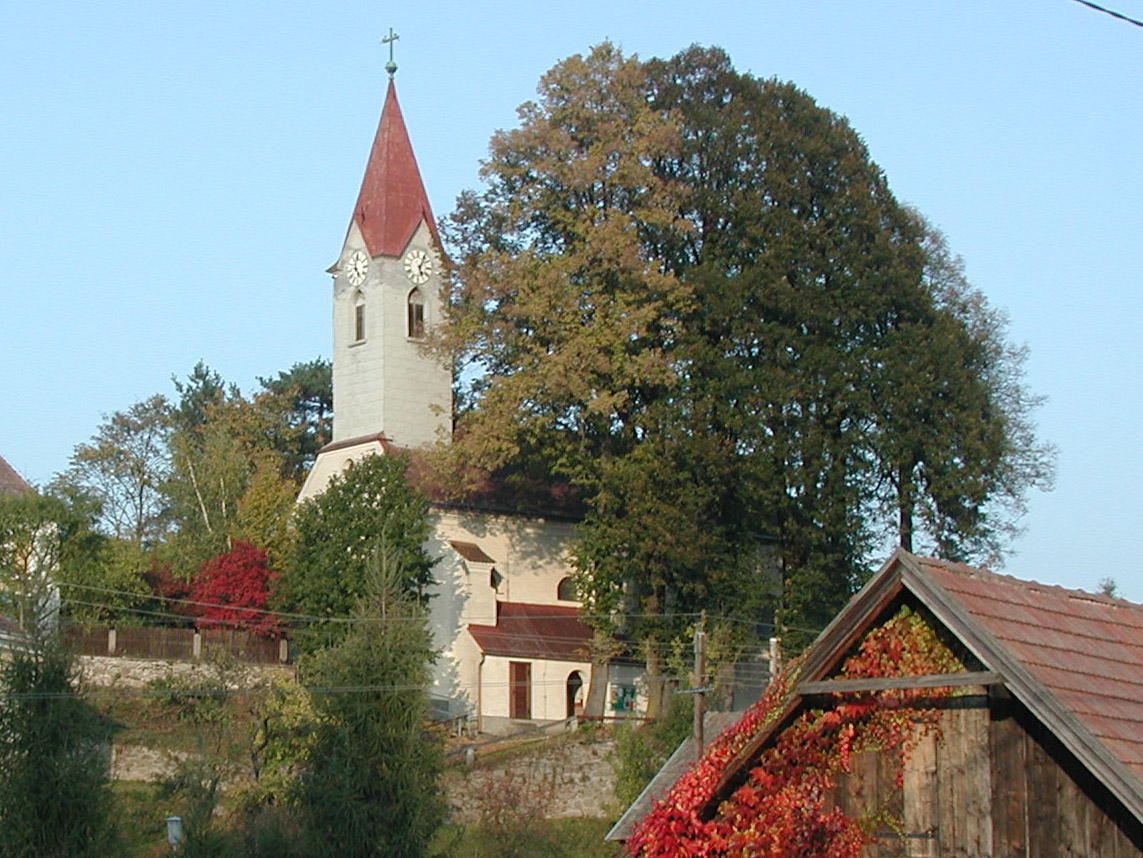
Pfarrkirche Siebenlinden

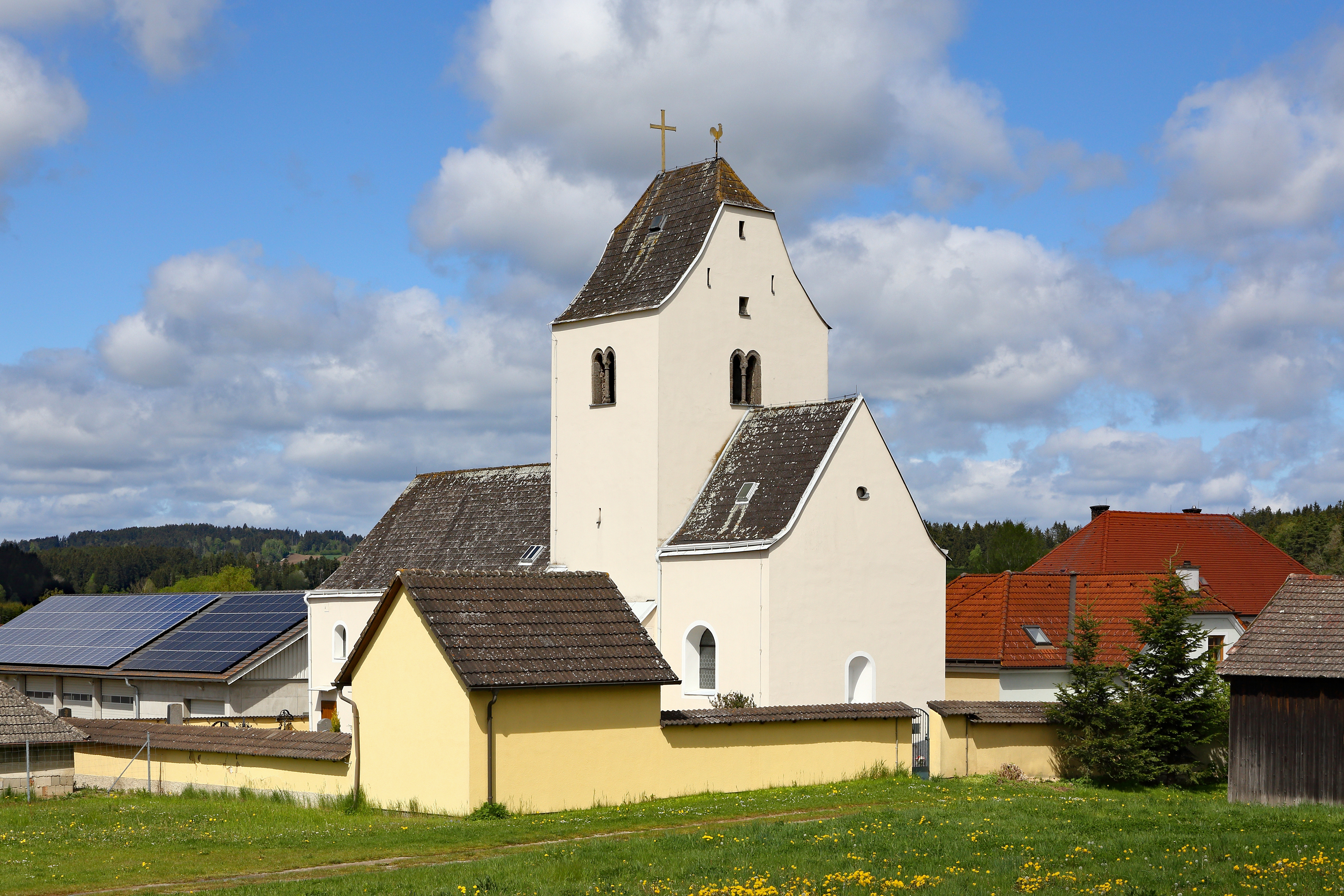
Pfarrkirche Sallingstadt

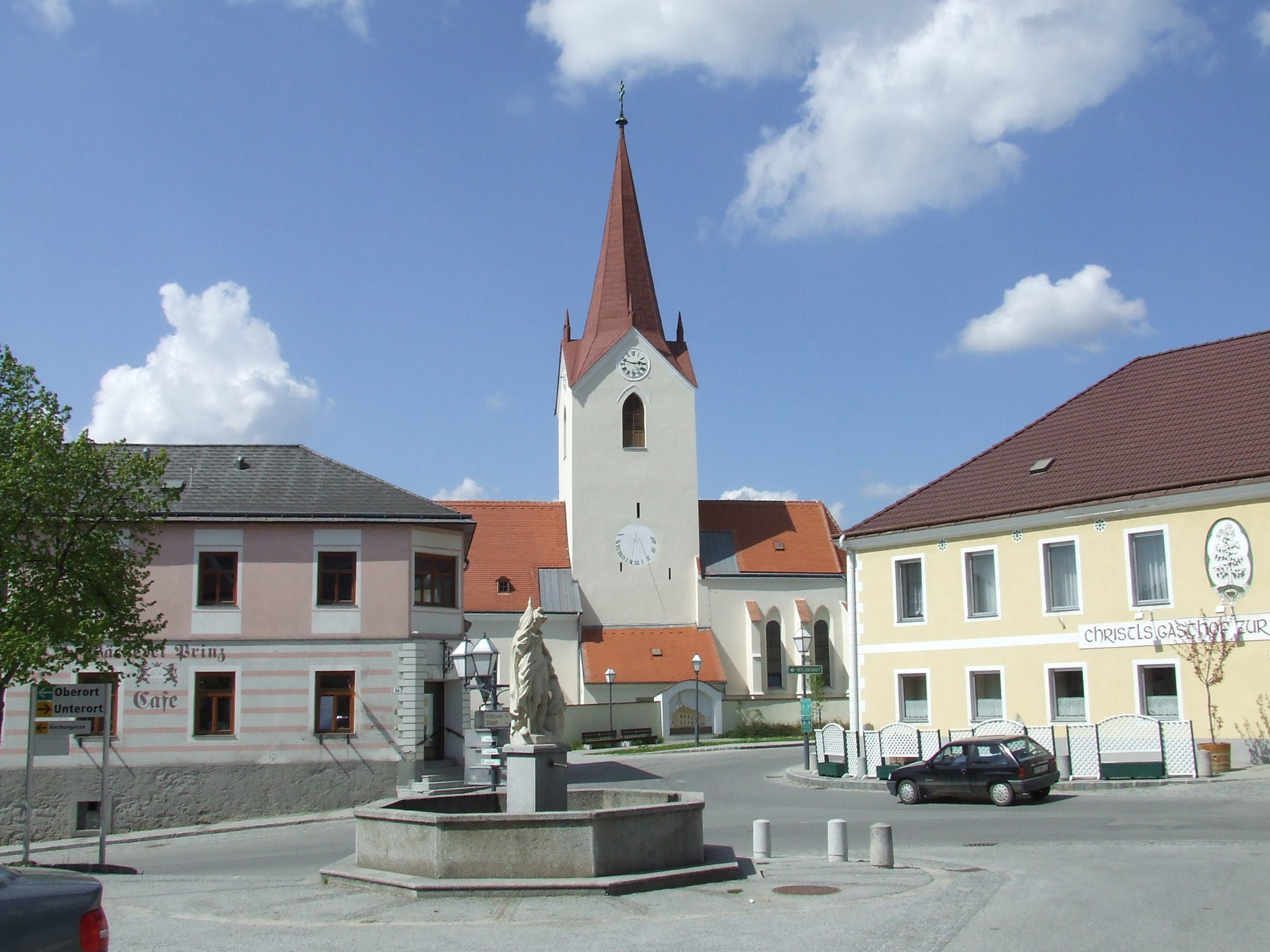
Pfarrkirche Schweiggers

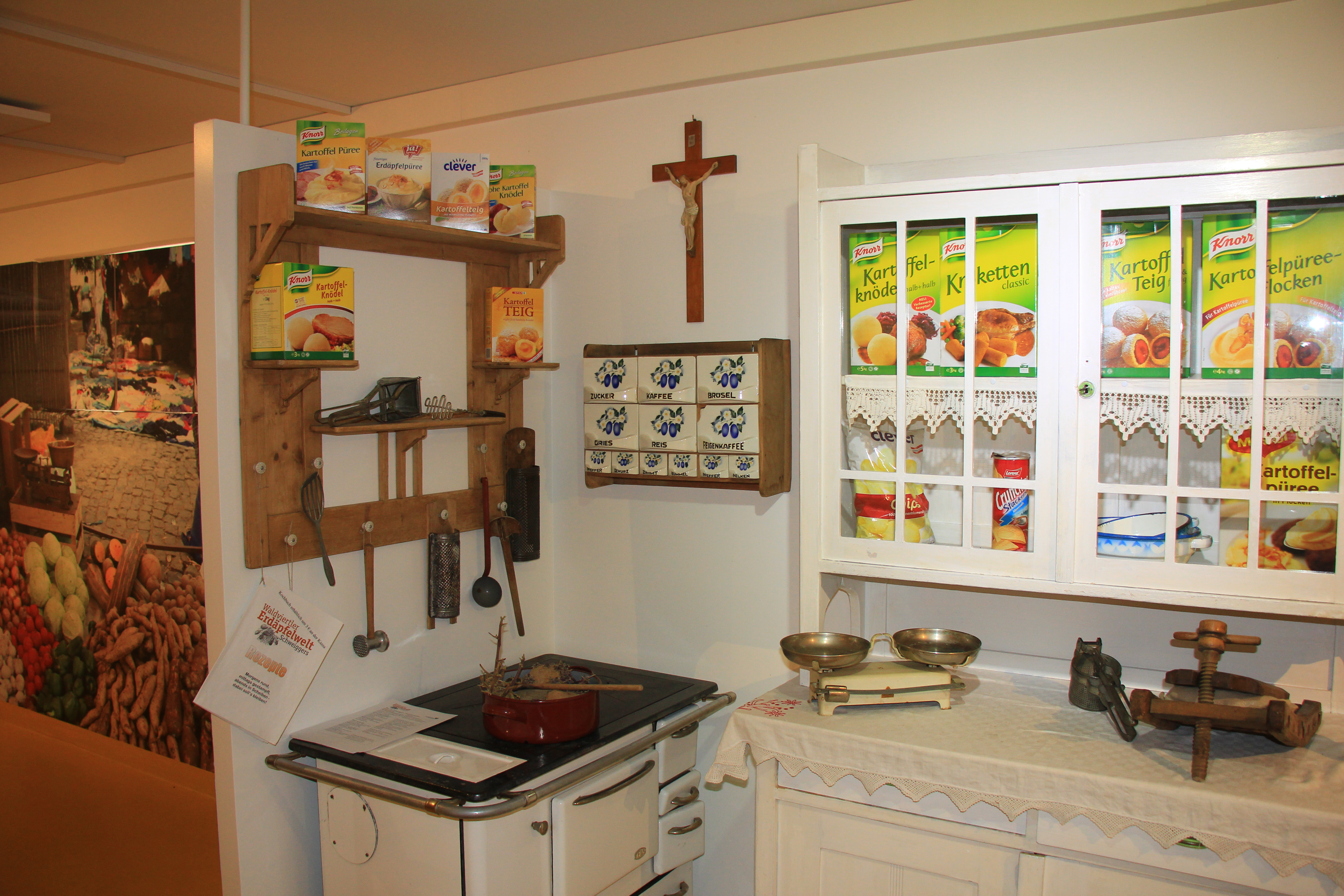
Waldviertler Erdäpfelwelt

- Katholische Pfarrkirche Siebenlinden hl. Jakobus der Ältere
- Katholische Pfarrkirche Sallingstadt hl. Martin
- Katholische Pfarrkirche Schweiggers hl. Ägydius
- Waldviertler Erdäpfelwelt[8]
- Gemeindemuseum[9]
- Bernhard-Oase[10]
- Felsengruppe Frauenbichl[11]
- Jahrtausendlebensturm[12]
- Meridianstein[13]
- Thayaquellenursprung[1]
- Wallfahrtsstätte Moata[14]
- Wasserscheide[15]

## Wirtschaft und Infrastruktur
Verteilung der Erwerbstätigen am Arbeitsort:
| Erwerbsart                | 2001   | 2011   |
| ------------------------- | ------ | ------ |
| Land- und Forstwirtschaft | 37,4 % | 44,4 % |
| Herstellung von Waren     | 13,5 % | 16,4 % |
| Handel                    | 11,1 % | 10,0 % |
| Bau                       | 7,7 %  | 8,6 %  |
| Gesund- und Sozialwesen   | 15,6 % | 10,5 % |
| Sonstiges                 | 14,7 % | 9,8 %  |

Im Jahr 2011 lebten 1075 Erwerbstätige in Schweiggers. Davon arbeiteten 371 in der Gemeinde, beinahe zwei Drittel pendelten aus. Etwas über hundert Personen kamen zur Arbeit nach Schweiggers.

### Öffentliche Einrichtungen
In der Gemeinde gibt es eine Tagesbetreuungseinrichtung, einen Kindergarten, eine Volksschule und eine Mittelschule.

## Politik

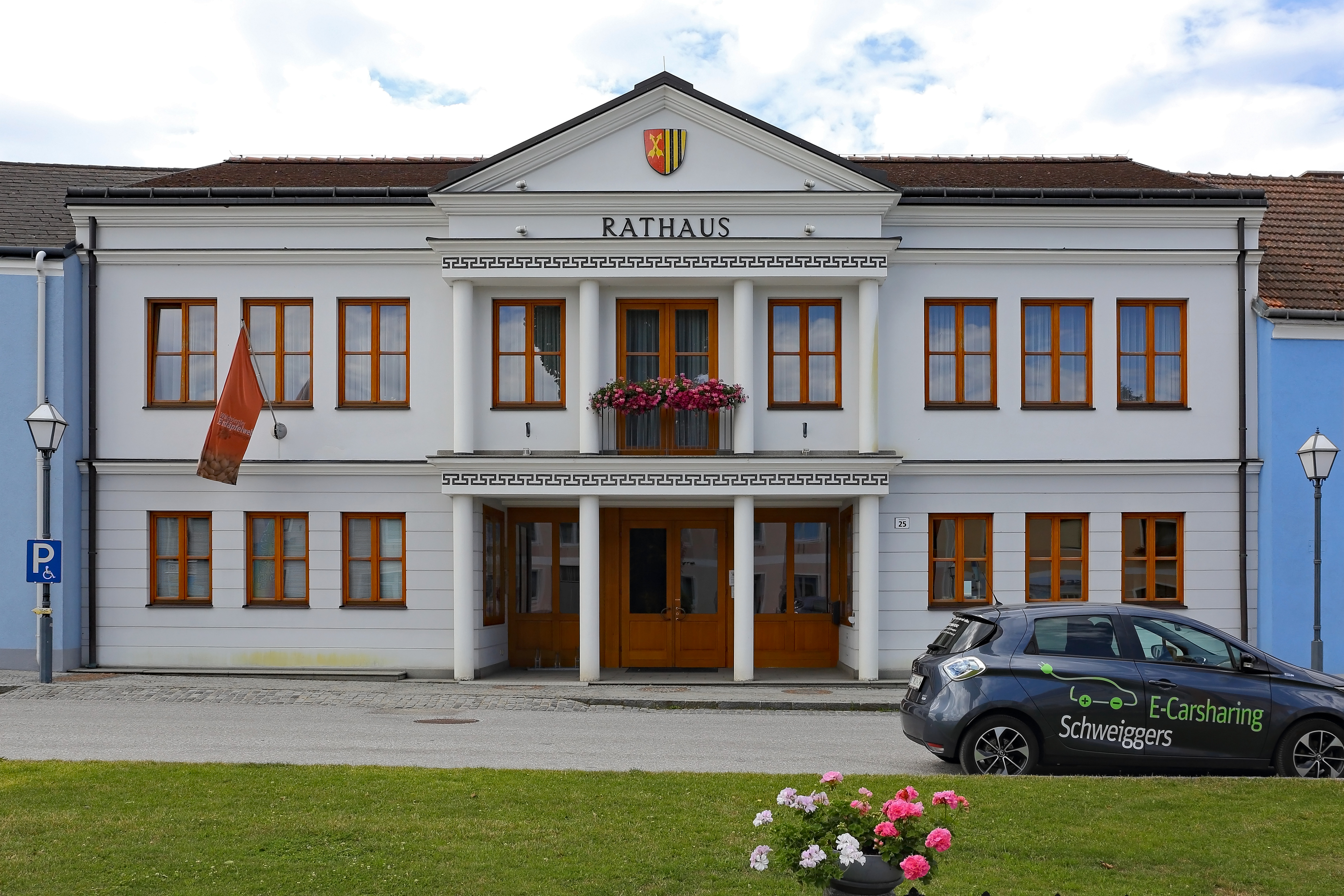
Rathaus in Schweiggers

### Gemeinderat
Im Gemeinderat gibt es nach der Gemeinderatswahl vom 26. Jänner 2020 bei insgesamt 19 Sitzen folgende Mandatsverteilung:
| Partei | Mandate |
| ------ | ------- |
| ÖVP    | 17      |
| SPÖ    | 1       |
| FPÖ    | 1       |

### Bürgermeister
Der Bürgermeister der Marktgemeinde ist Josef Schaden.

### Wappen
Das Gemeindewappen wurde 1973 verliehen: Die Definition lautet: „Ein gespaltener Schild, der in seinem vorderen roten Feld zwei gekreuzte aufwärts zeigende goldene Pfeile, in seinem hinteren goldenen Feld zwei schwarze Pfähle zeigt.“
Die Gemeindefarben sind Rot-Schwarz-Gelb.

## Persönlichkeiten
- Bertrand Koppensteiner (1876–1961), Abt des Zisterzienserstiftes Zwettl
- Willi Engelmayer (* 1929; † 2014), Künstler
- Franz Romeder (* 1938), Landtagspräsident von Niederösterreich